# Мая Добрева
Мая Добрева е български дипломат, извънреден и пълномощен посланик на Република България в Кралство Белгия и Великото херцогство Люксембург от 2016 г.

## Биография
Мая Николова Добрева е родена на 6 май 1961 г. в град Кърджали в семейство на наследници на бегълци от Беломорието. Завършва Английска езикова гимназия в град Пловдив, а през 1985 г. икономика в Университет за национално и световно стопанство. През 1986 – 1988 специализира организация и управление на труда в Университет за национално и световно стопанство.
Владее свободно английски, немски, руски и сръбски език.
Кариерата си започва през 1985 г. като експерт в СОМАТ – Международен автомобилен транспорт в Пазарджик, след което за кратко е научен сътрудник в Център за организация и нормиране на труда в София.
Спед промените през 1989 г. започва работа в Министерството на индустрията, търговията и услугите, а през есента на 1991 г. е назначена за съветник в Политическия кабинет на Министъра на външните работи. След това работи последователно като главен експерт в и началник на управление „Външноикономическа политика“ в Министерство на външните работи.
От 1997 г. до 2001 г. е заместник-ръководител на мисия и консул в Посолство на Република България в Отава, Канада. След това е директор на дирекция „Европа II“ – отношения на България със страните от Западна Европа, ЕС, НАТО в МВнР. През 2004 г. е изпратена като консул (управляващ и пълномощен министър) на Посолство на Република България в Минск, Беларус, където работи до 2006 г. След това последователно е началник на отдел и директор на дирекция в дирекция „Европа III“.
От 2009 г. до 2013 г. Мая е извънреден и пълномощен посланик на Република България в Черна Гора. До назначаването и като извънреден и пълномощен посланик на Република България в Кралство Белгия и Великото херцогство Люксембург през 2016 г. тя е последователно директор на дирекция „Югоизточна Европа“ и и.д. постоянен секретар в МВнР в София.

## Отличия
- Орден за граждански заслуги на Кралство Испания, Кралство Белгия и от Президента на Португалия за заслуги като директор на дирекция „Европа II"
- Орден „Черногорско знаме, 2-ра степен“ от Президента на Черна Гора г-н Филип Вуянович за изключителни заслуги като извънреден и пълномощен посланик на България в Черна Гора.